# Westminster (Colorado)
Westminster è un comune degli Stati Uniti d'America, nella Contea di Adams, nello Stato del Colorado. Ha una popolazione di 113.479 abitanti.